# 仁保インターチェンジ
仁保インターチェンジ（にほインターチェンジ）は、広島県広島市南区仁保沖町にかつて存在したインターチェンジである。広島呉道路の起点であった。坂TBで徴収するため、当ICには料金所はなかった。
広島高速2号線の供用が開始された際に、当IC - 仁保JCT間は廃止された。以後、広島呉道路への出入りは広島高速2号線仁保出入口から仁保JCT経由で行うように変更された。

## 接続道路
- 広島県道86号翠町仁保線

## 沿革
- 1974年5月29日：広島呉道路仁保IC - 坂IC（現・坂北IC）間開通時に設置。
- 2010年4月26日：広島高速2号線温品JCT - 仁保JCT間の供用開始に伴い廃止。

## 周辺
- 海田大橋（広島高速3号線と接続）
- 南区スポーツセンター
- 黄金山

## 隣
広島呉道路
(1) 仁保IC - (1-1) 仁保JCT - (2-1) 坂北IC

## 特記事項
- ここから仁保JCTを経て海田大橋、広島高速3号線に出入りできたが、その場合は仁保IC・仁保JCT間の通行料金は発生しなかった。
- 当ICの廃止により、広島呉道路のIC番号(1)は欠番となった。